# 전쟁 주식회사
전쟁 주식회사(War, Inc.)는 미국에서 제작된 조슈아 세프텔 감독의 2008년 범죄, 드라마 영화이다. 존 쿠삭 등이 주연으로 출연하였고 레스 웰돈 등이 제작에 참여하였다.

## 출연

### 주연
- 존 쿠삭
- 조안 쿠삭

### 조연
- 마리사 토메이
- 힐러리 더프
- 벤 킹슬리
- 댄 애크로이드
- 네드 벨러미
- 벨리저 비네브
- 셜리 브레너
- 벤 크로스
- 더그 더스
- 이타이 디아코브
- 조르지 가트조브
- 닉 하비
- 존 맥러플린
- 레이첼 오메라
- 베리슬라브 파브로브
- 바샤 라할
- 스태니미어 스태머토브
- 세르게이 트리푸노빅
- 몬텔 윌리엄스
- 조지 즈라타레브

## 제작진
- 공동제작: 더그 더스
- 협력프로듀서: 마크 로퍼
- 미술: 밀리언 크레카 클라조빅
- 의상: 빅키 그래프
- 배역: 마리앤 스탠니체바
- 배역: 빅토리아 토머스